# Koesjitische talen

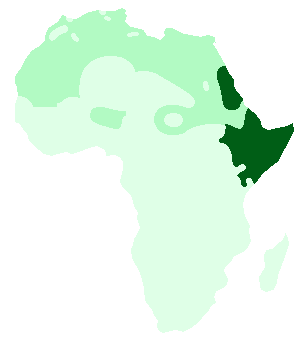
Verspreidingsgebied van de Koesjitische talen
Andere Afro-Aziatische talen

De Koesjitische talen vormen een tak van de Afro-Aziatische taalfamilie. Andere takken van deze familie zijn Oudegyptisch, Semitisch, Berbers en Tsjadisch. Ze worden gesproken door de Koesjitische volkeren. 
De circa veertig Koesjitische talen worden gesproken in de "Hoorn van Afrika": Ethiopië, Eritrea, Somalië en Djibouti.
De talen met de meeste sprekers zijn:
- Oromo (vroeger Galla) (20-25 miljoen sprekers)
- Somalisch (18 miljoen sprekers)
- Afar (1,2 miljoen sprekers)

De naam is enigszins misleidend afgeleid van het land Koesj in de oudheid, waarvan de taal (het Meroïtisch) echter niet tot de Koesjitische talen behoorde.